# Religionsteologi
Religionsteologi är ett systematisk teologiskt forskningsområde som betonar på religionsdialog och relationer samt handlingar och deras problemställningar mellan religioner. Ett viktigt begrepp inom området är globaletik.
Religioner delas in i tre kategorier enligt deras frälsningssyn: exklusivism, inklusivism och pluralism. Det har funnits tal om en fjärde relativistisk kategori.